# Ton van Kesteren
A. J. M. „Ton“ van Kesteren (* 26. August 1954 in Groningen) ist ein niederländischer Politiker der Partij voor de Vrijheid. Er ist seit dem 10. März 2011 Mitglied der Provinciale Staten und seit dem 28. März 2017 der Ersten Kammer der Generalstaaten.
Er arbeitete von 1978 bis 2006 als Lehrer und ist seit 1996 Immobilienschätzer.

## Weblink
- A.J.M. (Ton) van Kesteren. In: Parlement & Politiek. Abgerufen am 23. Oktober 2017 (niederländisch).

| Personendaten    | Personendaten              |
| ---------------- | -------------------------- |
| NAME             | Kesteren, Ton van          |
| ALTERNATIVNAMEN  | Kesteren, A. J. M. van     |
| KURZBESCHREIBUNG | niederländischer Politiker |
| GEBURTSDATUM     | 26. August 1954            |
| GEBURTSORT       | Groningen, Niederlande     |